# Alyxia scabrida
Alyxia scabrida är en oleanderväxtart som beskrevs av Markgraf. Alyxia scabrida ingår i släktet Alyxia och familjen oleanderväxter. Inga underarter finns listade i Catalogue of Life.